# Нижняя Моховая
Нижняя Моховая — река в России, протекает по Бакчарскому району Томской области. Устье реки находится в 116 км по левому берегу реки Парбиг. Длина реки составляет 30 км.
На реке располагался одноимённый посёлок, в который была сослана семья Михаила Калашникова.

## Данные водного реестра
По данным государственного водного реестра России относится к Верхнеобскому бассейновому округу, водохозяйственный участок реки — Обь от впадения реки Чулым до впадения реки Кеть, речной подбассейн реки — Чулым. Речной бассейн реки — (Верхняя) Обь до впадения Иртыша.
Код объекта в государственном водном реестре — 13010500112115200023325.